# Cothurnata
La fabula cothurnata è la tragedia latina di ambientazione ed argomento greco. Deve il proprio nome agli stivali a suola alta indossati dagli attori tragici greci, detti cothurni. È affiancata dalla fabula praetexta, la tragedia latina di ambientazione latina.
Mentre disponiamo per intero del testo di ventisei commedie, non resta niente più che un corpus di frammenti sparsi del repertorio tragico romano, fatta eccezione che per il corpus tragicum senecano; inoltre, il numero dei tragediografi latini risulta inferiore rispetto a quello dei commediografi: nel periodo di massima fioritura del teatro latino (III-II secolo a.C.) operarono Livio Andronico, Nevio, Ennio, Pacuvio e Accio; soltanto gli ultimi due furono esclusivamente autori di tragedie, mentre i restanti scrissero anche alcune commedie. Anche in età imperiale continuò la produzione di opere tragiche; è oggetto di accesa discussione tra gli studiosi l'ipotesi secondo la quale la tragediografia di età imperiale fosse pensata per la lettura e non per la rappresentazione; tra gli autori si ricorda Seneca.

## Origini

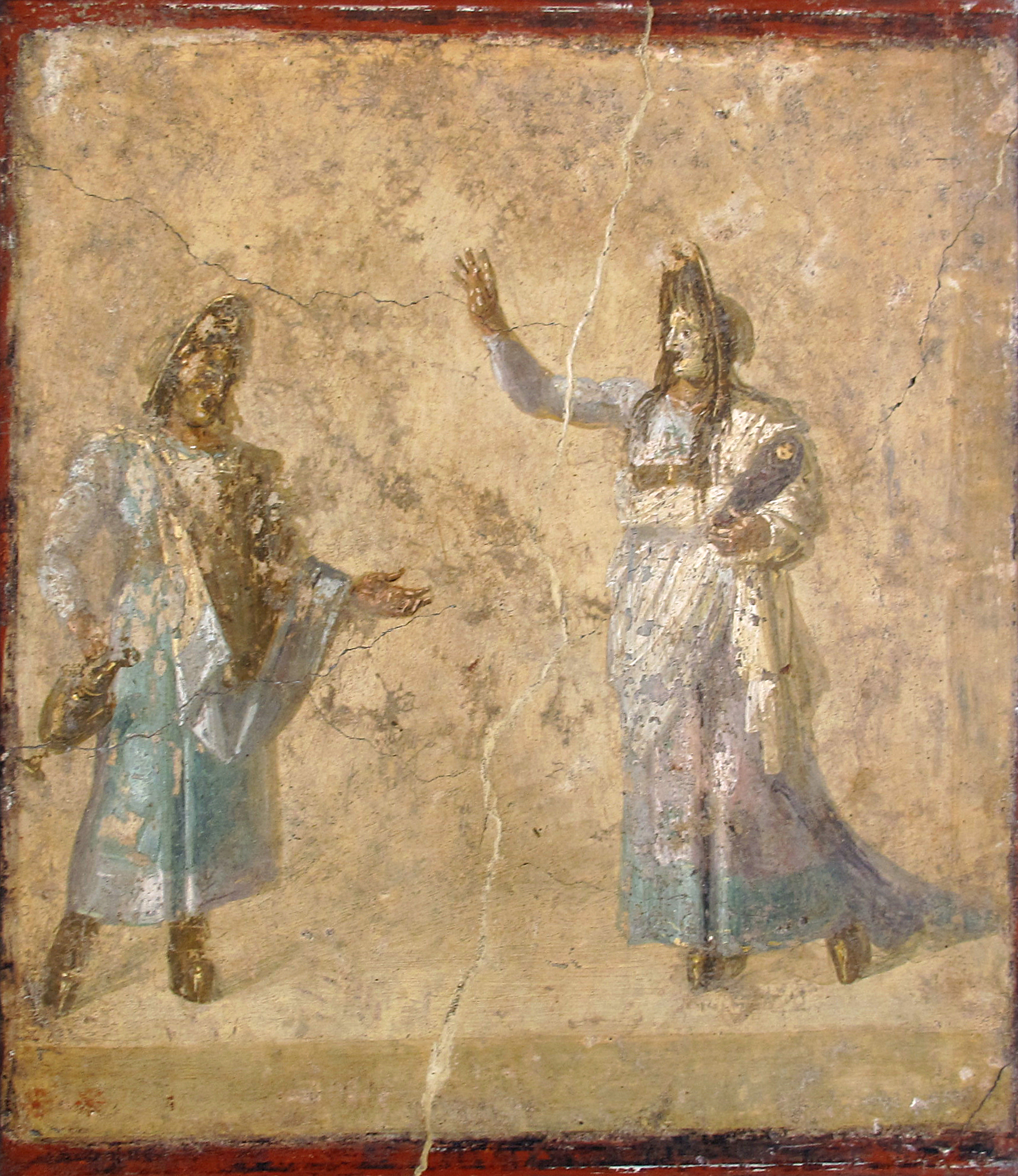
Attori in maschera, indossanti coturni, Pompei, casa dei dioscuri

Secondo la testimonianza di Cicerone, la prima rappresentazione di una coturnata risalirebbe al 240 a.C., ad opera di Livio Andronico.
La datazione è però ancora in gran parte discussa tanto che alcuni studiosi la posticipano di diversi decenni, sulla base della convinzione che una data tanto alta sia stata indicata da Cicerone non perché suffragata da reali prove ma perché avrebbe garantito alla letteratura latina una maggiore importanza.

## Caratteristiche
La fabula cothurnata ebbe una maggiore fortuna della fabula praetexta.
Le fabulae nascevano dalla rielaborazione artistica delle opere dei tragici greci, in primo luogo Eschilo, Sofocle ed Euripide. I temi prevalenti erano di carattere mitologico, soprattutto quelli connessi alle storie del Ciclo Troiano, di quello tebano e alla vita dei discendenti di Pelope, detti Pelopidi.
Seppure il legame con i modelli greci fosse molto forte, è necessario sottolineare come profonde fossero le trasformazione che si rendevano necessarie, oltre che volute, per soddisfare i gusti di un pubblico molto diversi da quello greco. Le caratteristiche peculiari della tradizione tragica latina comprendevano un certo gusto per l'orrido e la violenza: abbondavano scene macabre, cruente e violente in particolare nella produzione di Accio, Pacuvio e di Ennio. È necessario notare come tale caratteristica, che arriverà poi sino a Seneca, era resa possibile dalla natura non sacra delle rappresentazioni teatrali, caratteristica precipua, invece, del teatro greco, che era praticato in occasioni di grandi feste pubbliche e portato su una scena che era considerata altare del dio Dioniso.
Ulteriore caratteristica peculiare della fabula cothurnata era la riproposizione frequente della tematica del potere, di cui venivano mostrato le devianze tiranniche; tale tratto è da addursi alla forza con la quale tale tema era oggetto di discussione in abito politico: la repubblica romana nasceva nel 509 a.C. come liberazione da una forma di potere monarchica che aveva assunti tratti eccessivamente autoritari. Da quell'evento traumatico il potere nella forma monarchica venne considerato elemento nefasto da temere.

## Opere

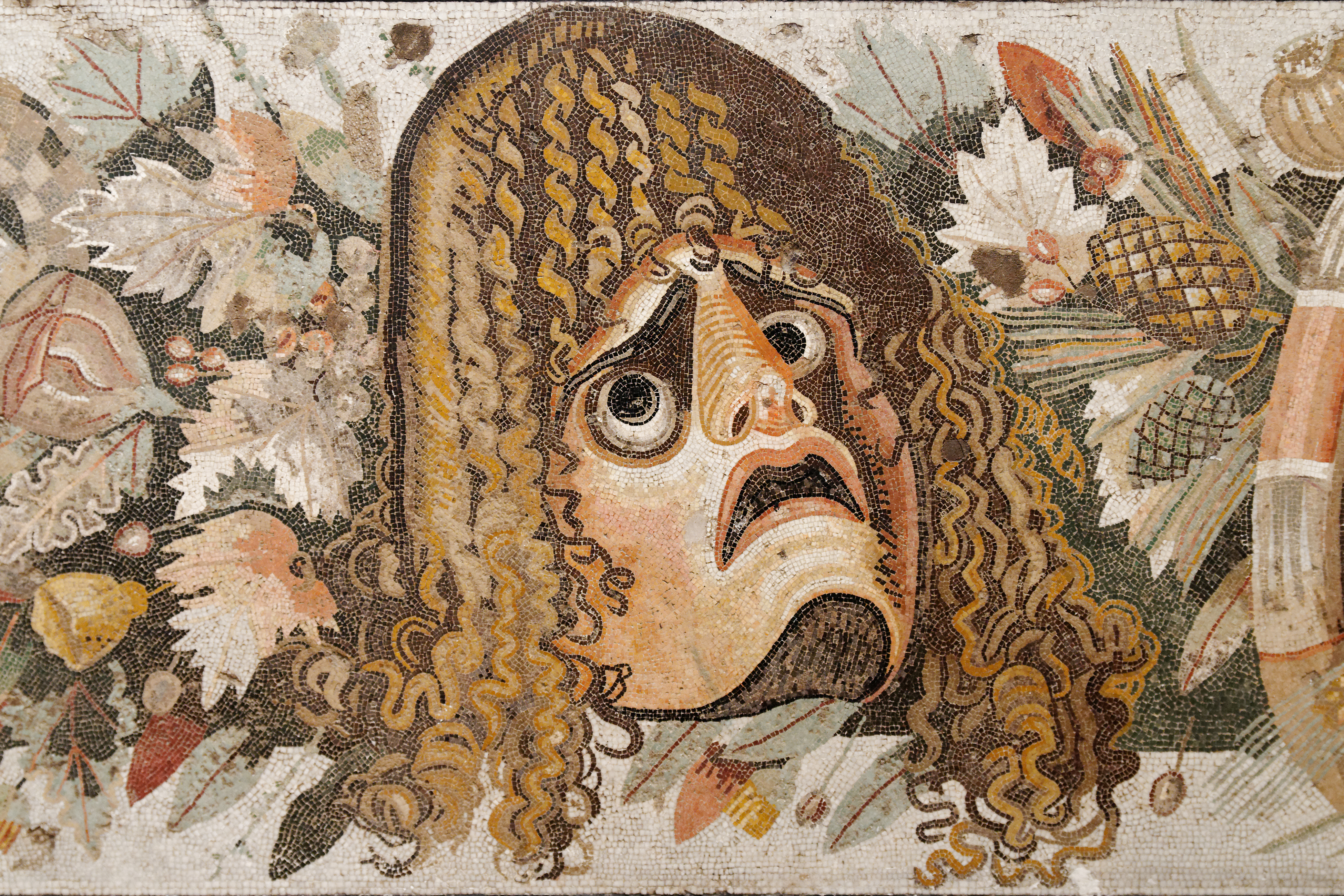
Maschera teatrale romana, da Pompei, MANN

Sono ad oggi noti i titoli di quasi cento fabulae cothurnatae, di alcune delle quali rimangono pochissimi frammenti; di altre non ci è pervenuto che il titolo.
Rimangono i titoli di otto cothurnatae di Livio Andronico, di cui cinque sono legate al ciclo troiano: Achilles (Achille), Aegistus (Egisto), Aiax mastigophorus (Aiace armato di frusta, che racconta la storia dell'assegnazione delle armi di Achille ad Odisseo ed il conseguente suicidio di Aiace Telamonio), Equos troianus (Il cavallo di Troia) ed Hermiona (Ermione). Le restanti tre, che si caratterizzano per un particolare gusto per l'avventura e per gli aspetti romanzeschi, sono l'Andromeda, la Danae e il Tereus, che narrano la storia, rispettivamente, di Andromeda, Danae e Tereo, Filomela e Procne. Non si conserva alcun frammento.
Di Nevio, che contribuì all'elaborazione linguistica del genere, si conservano circa cinquanta frammenti e sei titoli: Aesiona (Esione), Danae (Danae), Equos troianus (Il cavallo di Troia), Hector proficiscens (La partenza di Ettore), Iphigenia (Ifigenia) e Lucurgus o Lycurgus (Licurgo), che è l'unica opera di cui si possa ricostruire, seppur con una certa approssimazione, la trama.
Di Ennio si conservano venti titoli e circa 400 frammenti; la maggior parte è riconducibile alle vicende del ciclo troiano: Achilles, Aiax, Alexander (Paride Alessandro), Andromacha aechamalotis (Andromaca prigioniera di guerra), Hectoris lutra (Il riscatto di Ettore), Hecuba (Ecuba), Iphigenia, Telamo (Telamone), Telephus (Telefo). Tra le altre opere si ricorda la Medea, di cui si conserva un certo numero di frammenti.
Altri tragediografi contemporanei di questi furono Marco Pacuvio e Lucio Accio.
Di Seneca ci sono giunte per intero, caso unico in tutta la letteratura latina, nove cothurnatae: Oedipus, Phaedra, Hercules furens, Phoenissae, Troades, Agamemnon, Thyestes, Medea ed Hercules Oetaeus. Sulla reale paternità senecana di quest'ultima tragedia si è a lungo discusso in ambito scientifico.